# ミミズク
ミミズク（木菟、木兎、鵩、鶹、鵂、角鴟、鴟鵂、耳木菟、耳木兎）は、フクロウ科のうち羽角（うかく、いわゆる「耳」）がある種の総称。古名はツク。ズクとも。フクロウには含めることと含めないこととがある。
羽角とは、哺乳類の耳（耳介）のように突出した羽毛である。俗に耳と呼ばれるが、ミミズクに限らず鳥類に耳介はない。
分類学的には単一の分類群ではなく、いくつかの属からなる。これらはフクロウ科の中で特に近縁ではなく、系統をなしてはいない。
ミミズクの種の和名は「〜ズク」で終わるが、「〜ズク」で終わっていてもアオバズク属（アオバズクなど）には羽角はなくミミズクとはいえない。また、シマフクロウのように「ミミズク」と呼ばれなくとも羽角があるフクロウもいる。

## 語源
ミミズクの語源には諸説あり、以下のようなものがある。
- 「耳付く」もしくは「耳突く」の意味。ツクはミミヅク（ミミズク）の略で、実際はより新しい表現。
- ツクは「角毛」の意味。原義が忘れられた後、さらに「ミミ」をつけて呼ぶようになった。
- ツクは「鳴く」の意味で本来フクロウ・ミミズク類の総称（現にアオバズクに羽角はない）。耳のあるツクがミミヅク（ミミズク）。

漢名木菟・木兎（ぼくと）は、樹上性のウサギの意味（菟は兎に同じ）で、羽角をウサギの長い耳になぞらえたもの。鵩（ふく）・鶹（りゅう）・鵂（きゅう）は1文字でミミズクを表す。角鴟（かくし）・鴟鵂（しきゅう）の鴟はトビ・フクロウ類の総称。耳木菟・耳木兎は漢名ではなく、ミミヅク（ミミズク）のミミとツクにそれぞれ漢字を当てたもの。

## 形態・生態
羽角がある以外はフクロウ科に同じ。羽角は、長く伸びたものから、コミミズクのようにほとんど判別できないものまであり、形もさまざまである。

## 主な種
- トラフズク属
  - コミミズク Asio flammeus
  - トラフズク Asio otus
- ワシミミズク属
  - アフリカワシミミズク Bubo africanus
  - ミナミワシミミズク Bubo bengalensis
  - ワシミミズク Bubo bubo
  - ウスグロワシミミズク Bubo coromandus
  - クロワシミミズク Bubo lacteus
  - フィリピンワシミミズク Bubo philippensis
  - アメリカワシミミズク Bubo virginianus
- ウオミミズク属
  - ウオミミズク Ketupa flavipes
  - マレーウオミミズク Ketupa ketupu
- コノハズク属
  - インドオオコノハズク Otus bakkamoena
  - ヨーロッパコノハズク Otus scops
  - アフリカコノハズク Otus senegalensis
- ジャマイカズク属
  - ジャマイカズク Pseudoscops grammicus
- アフリカオオコノハズク属
  - アフリカオオコノハズク Ptilopsis leucotis

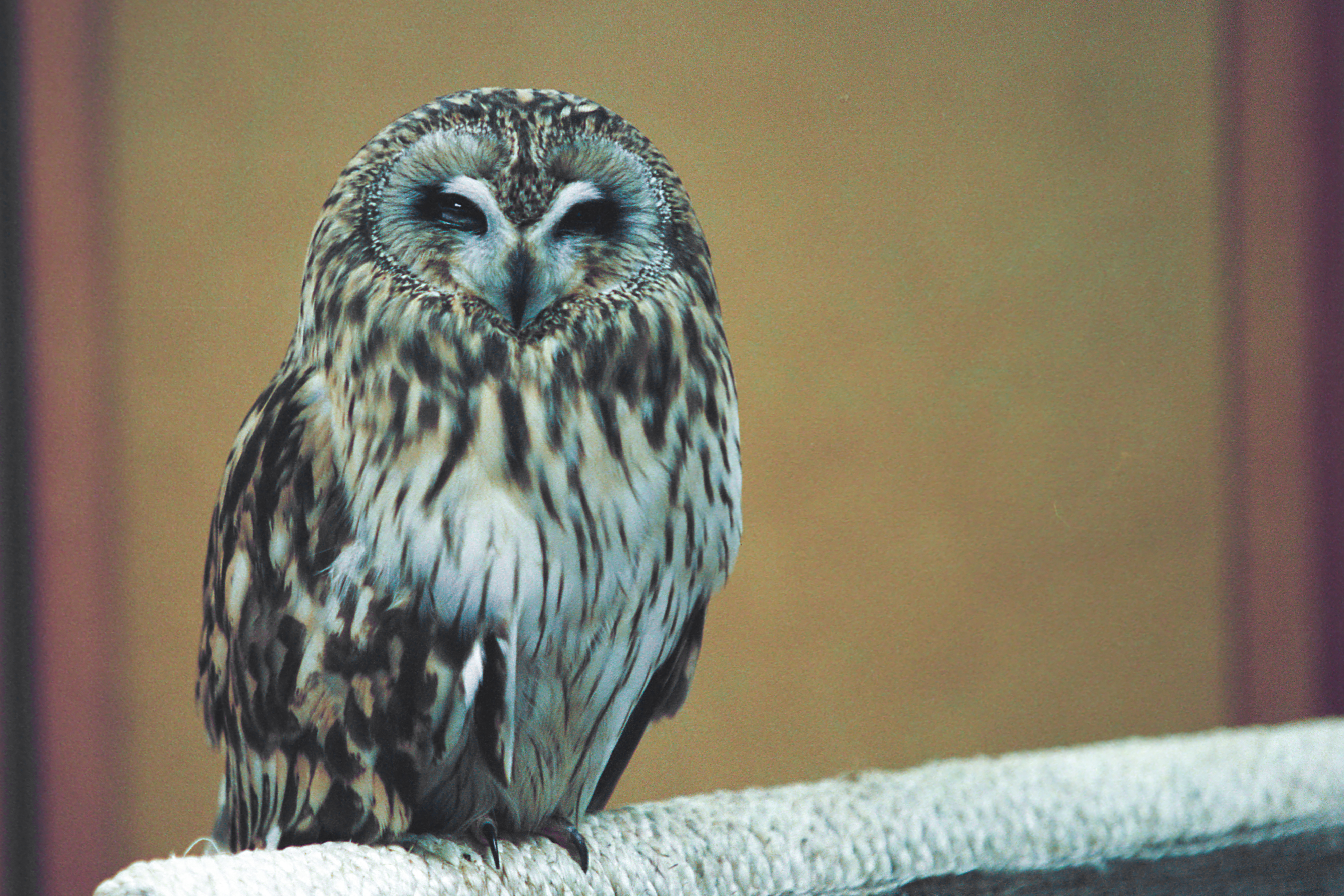
コミミズク
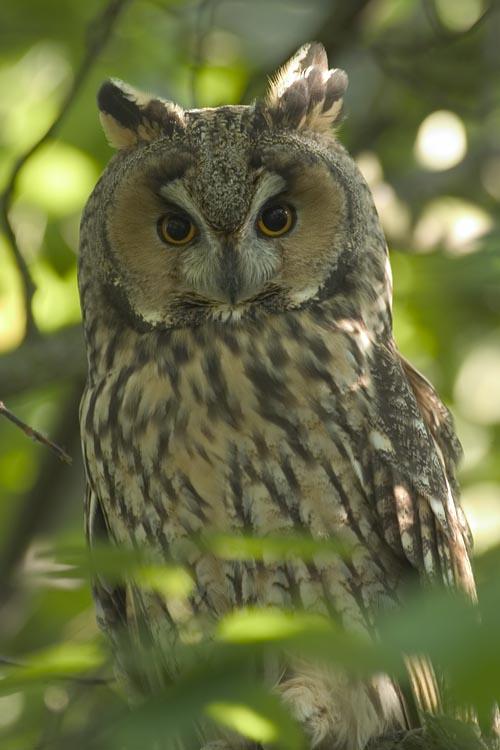
トラフズク
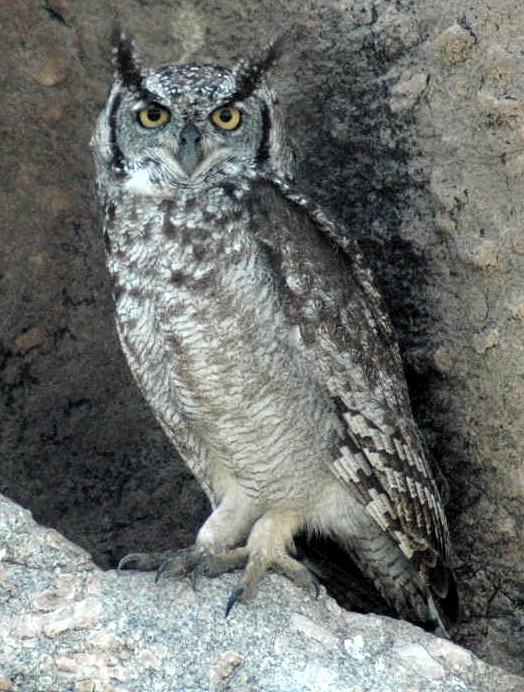
アフリカワシミミズク
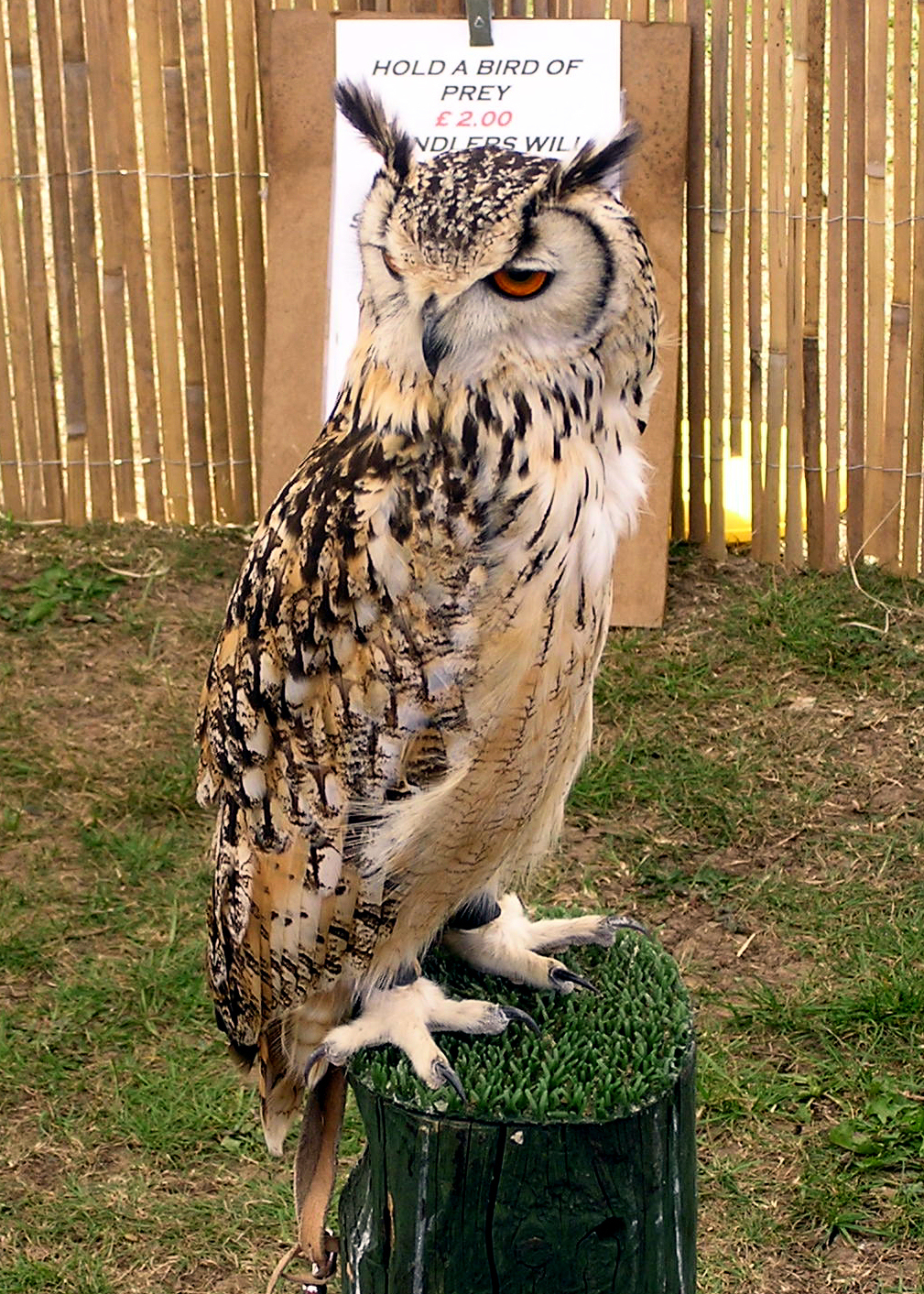
ミナミワシミミズク
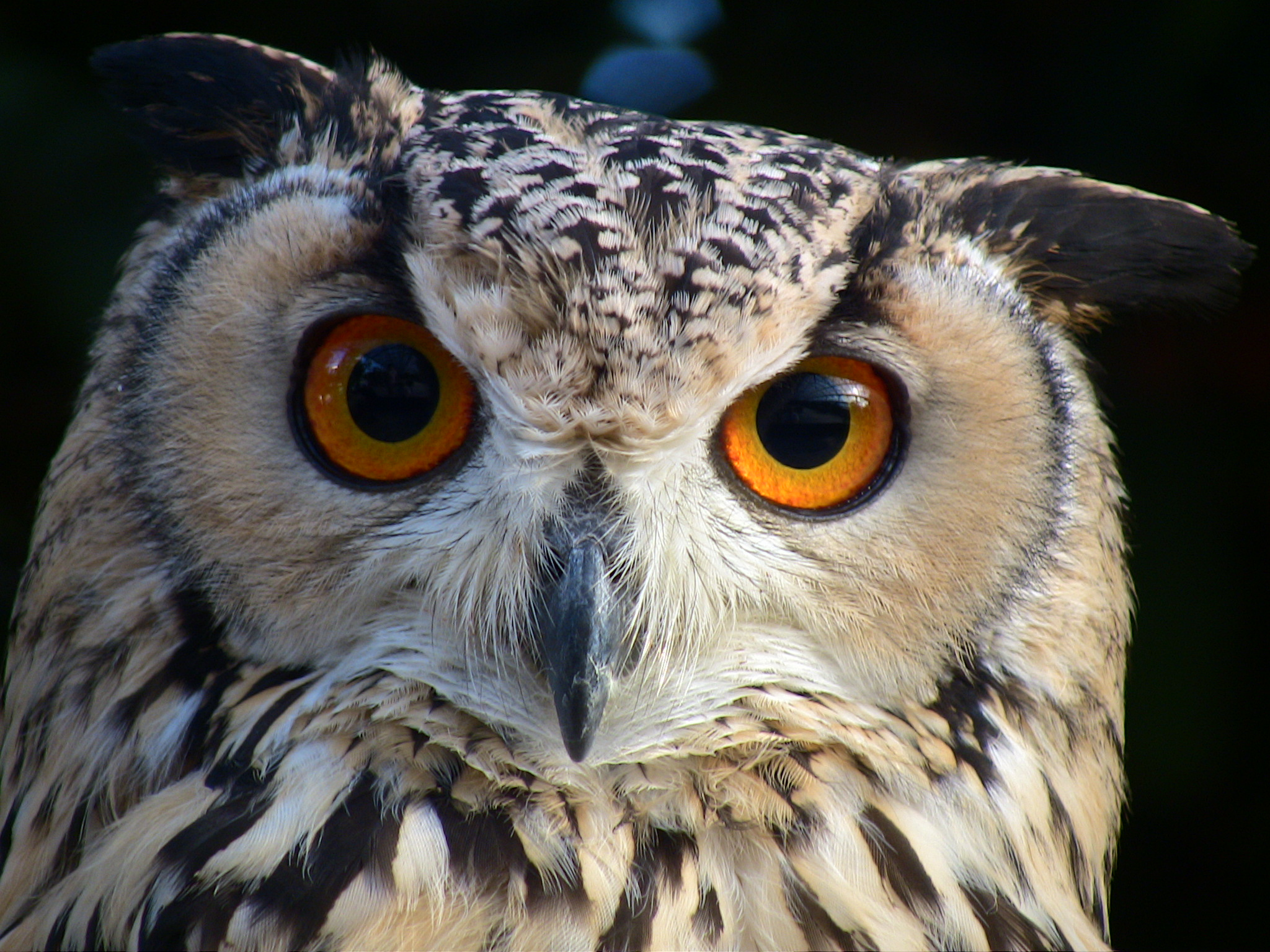
ミナミワシミミズク
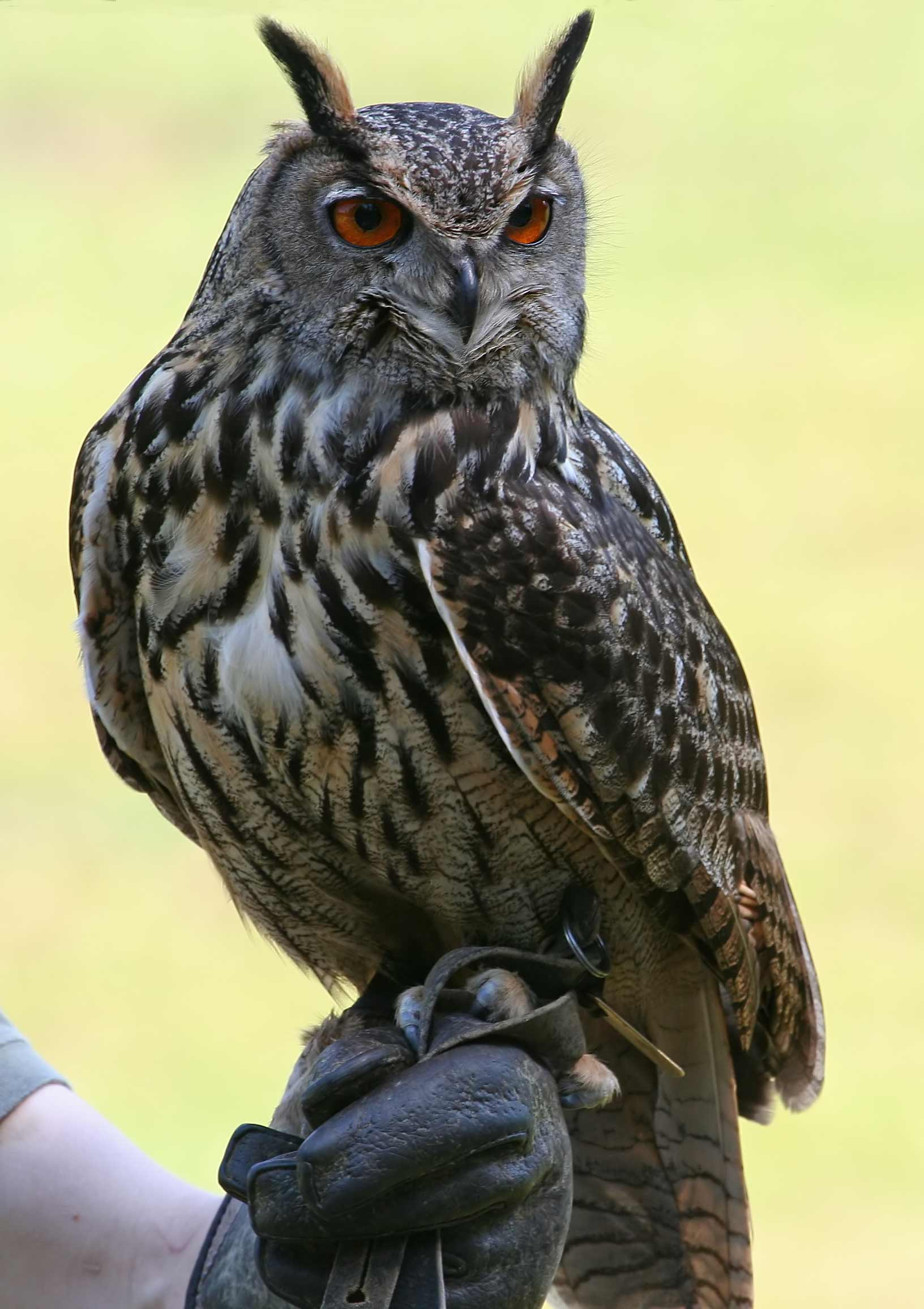
ワシミミズク
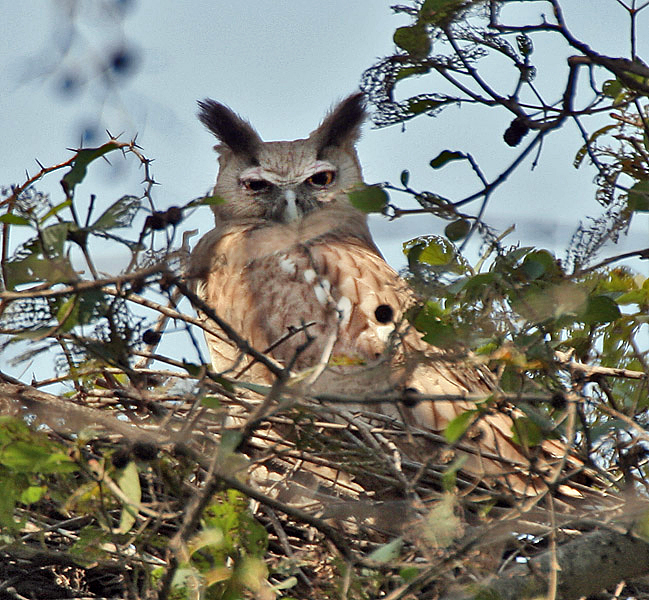
ウスグロワシミミズク
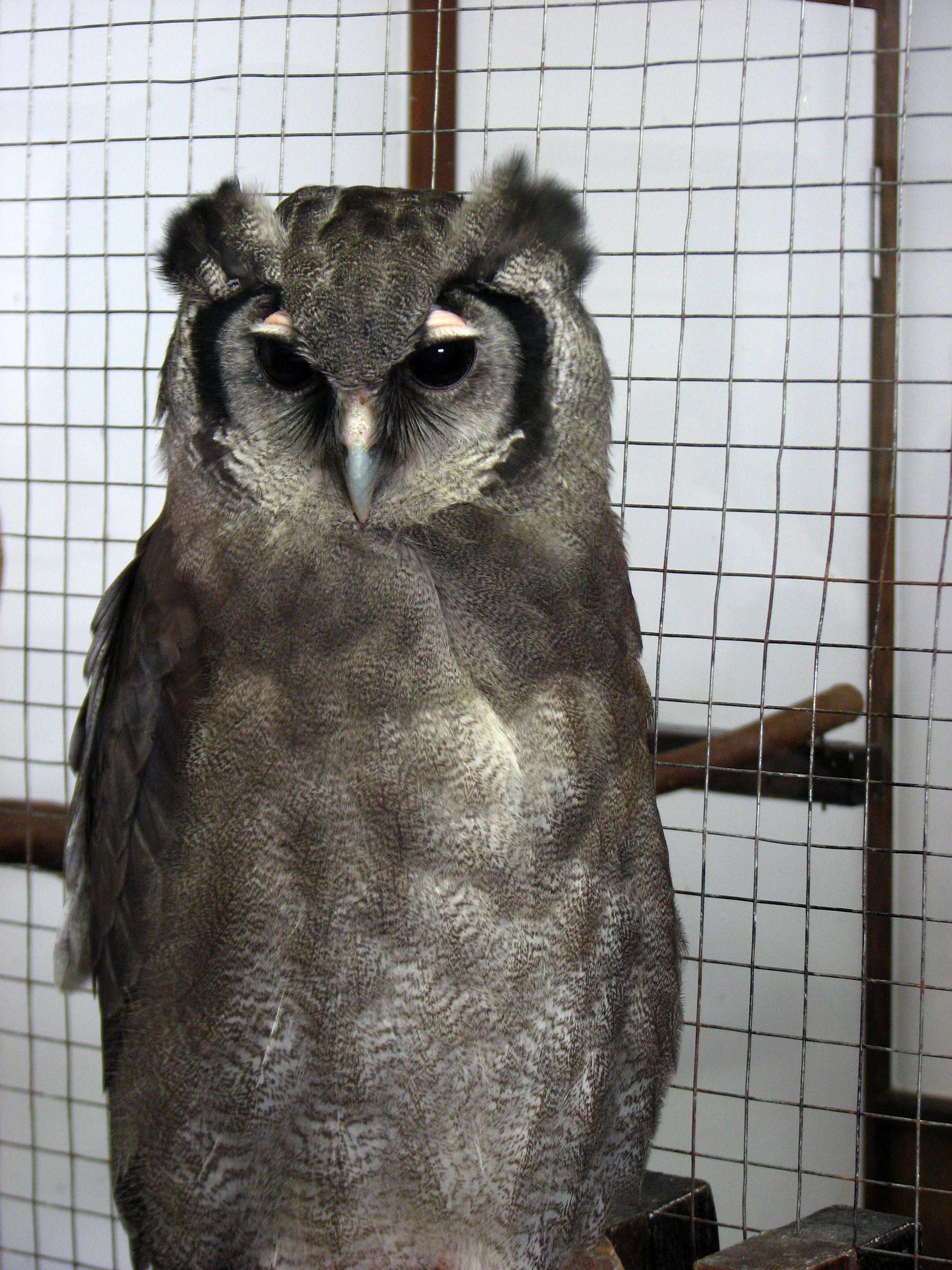
クロワシミミズク
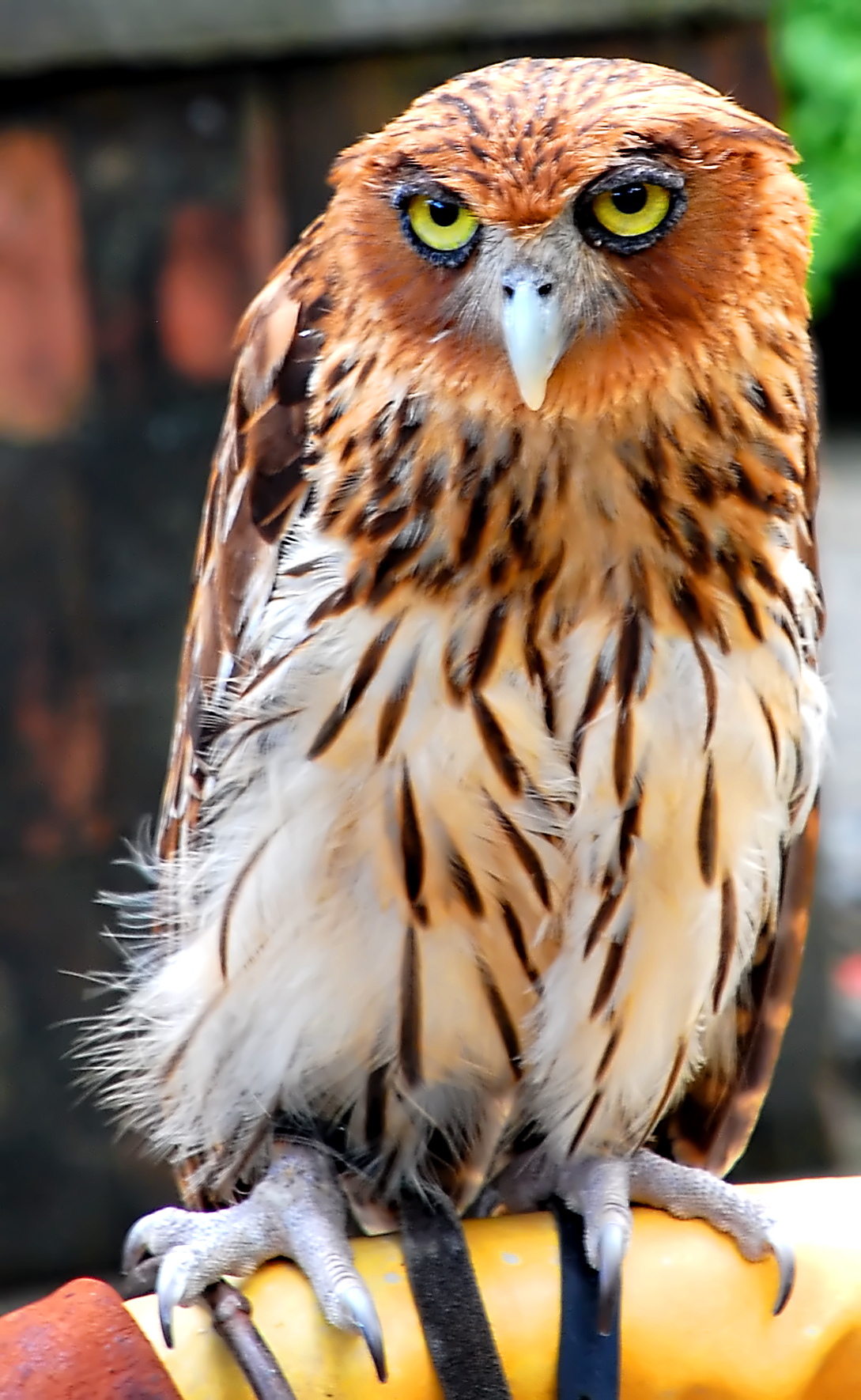
フィリピンワシミミズク
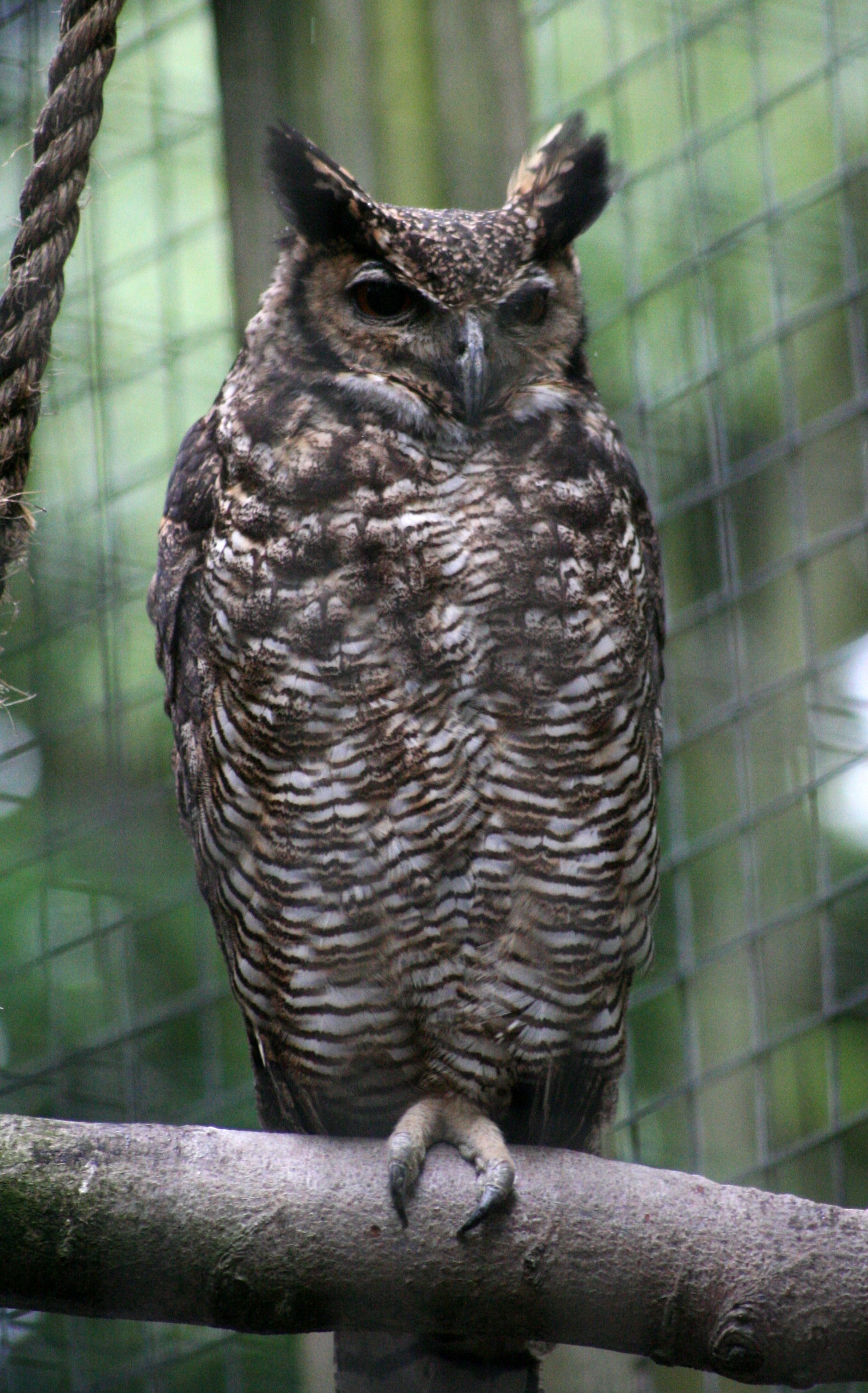
アメリカワシミミズク
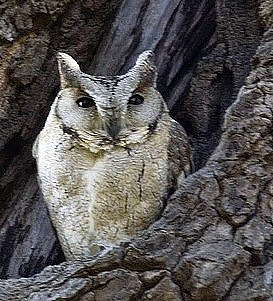
インドオオコノハズク
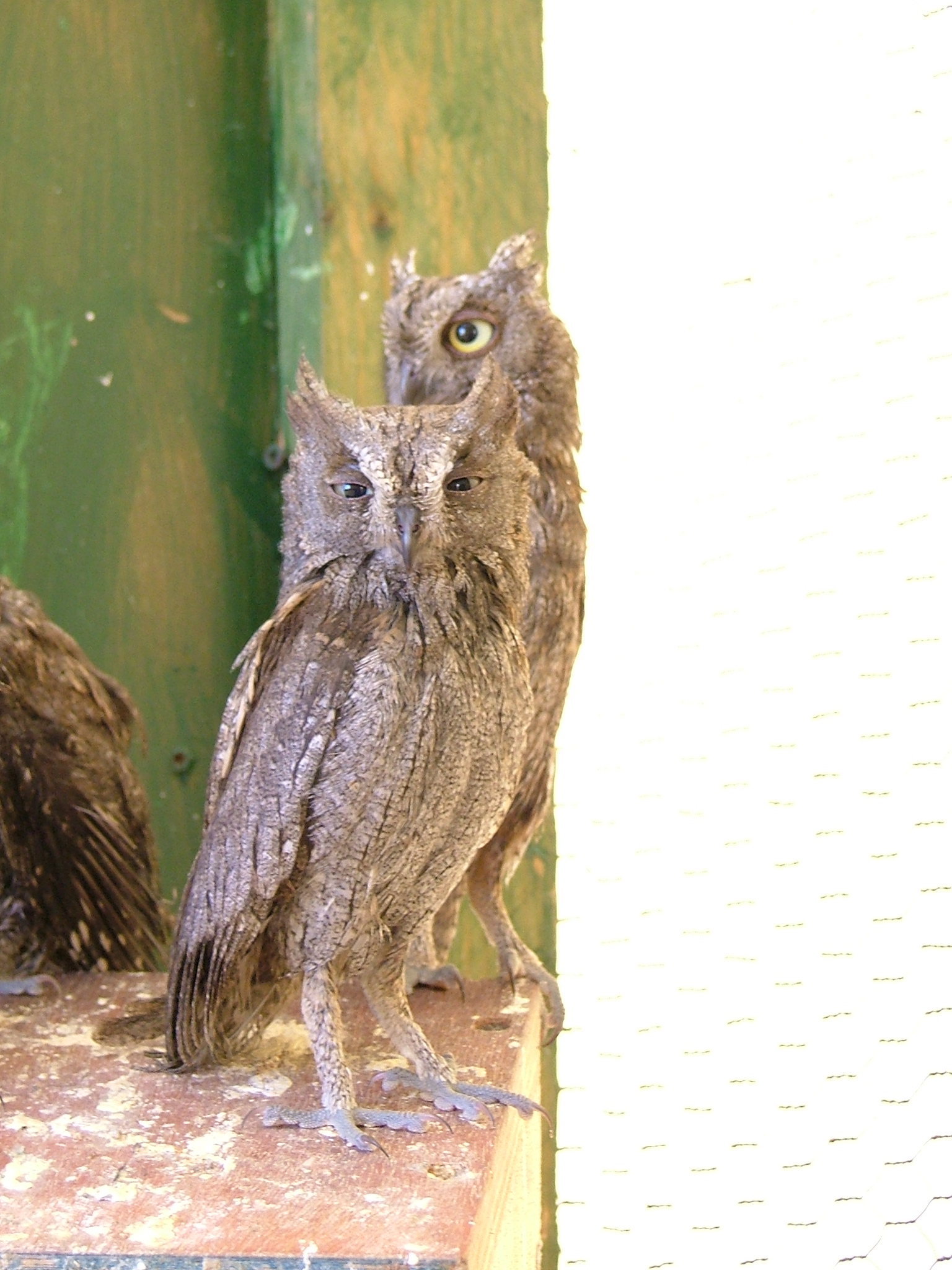
ヨーロッパコノハズク
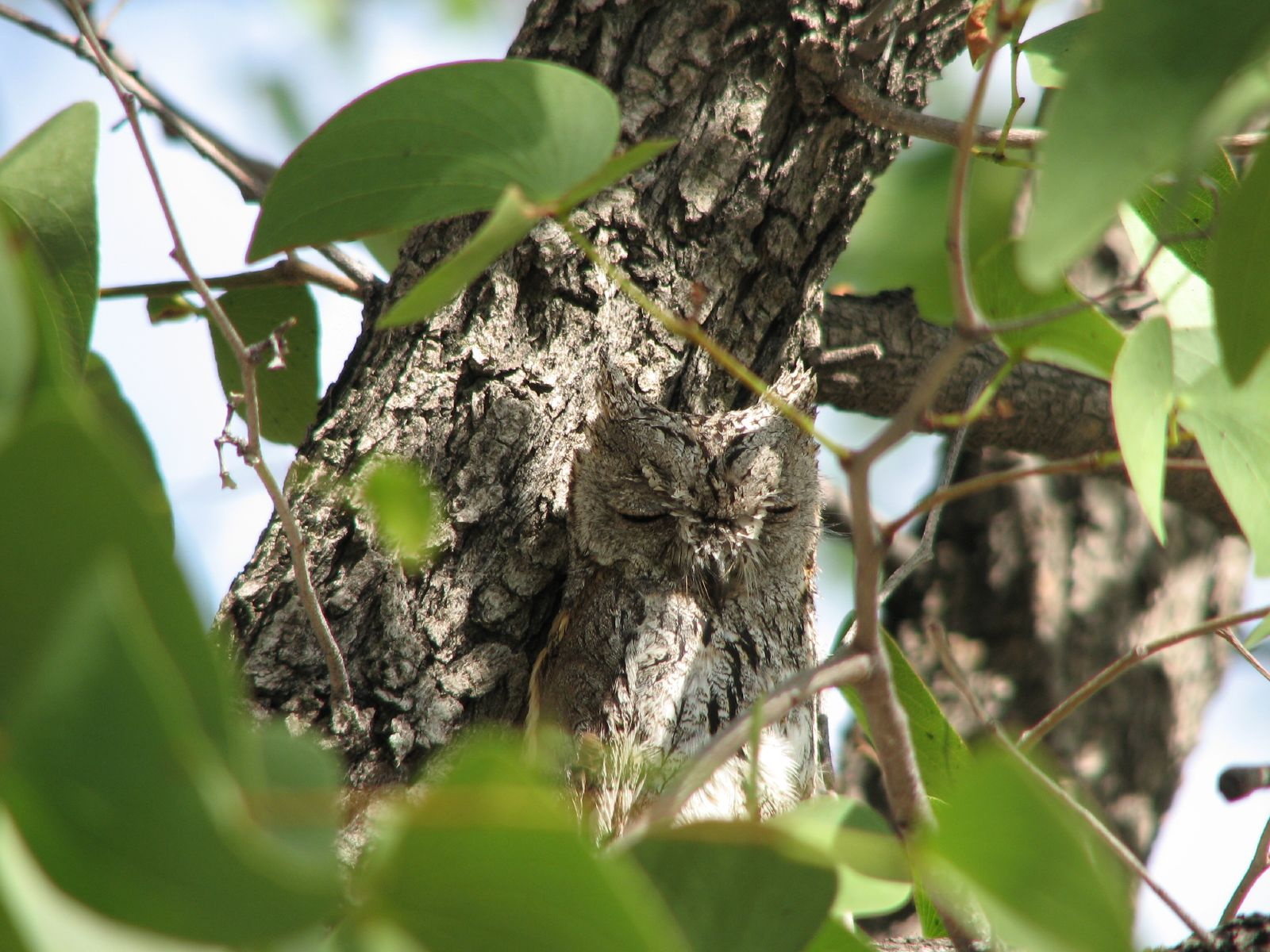
アフリカコノハズク
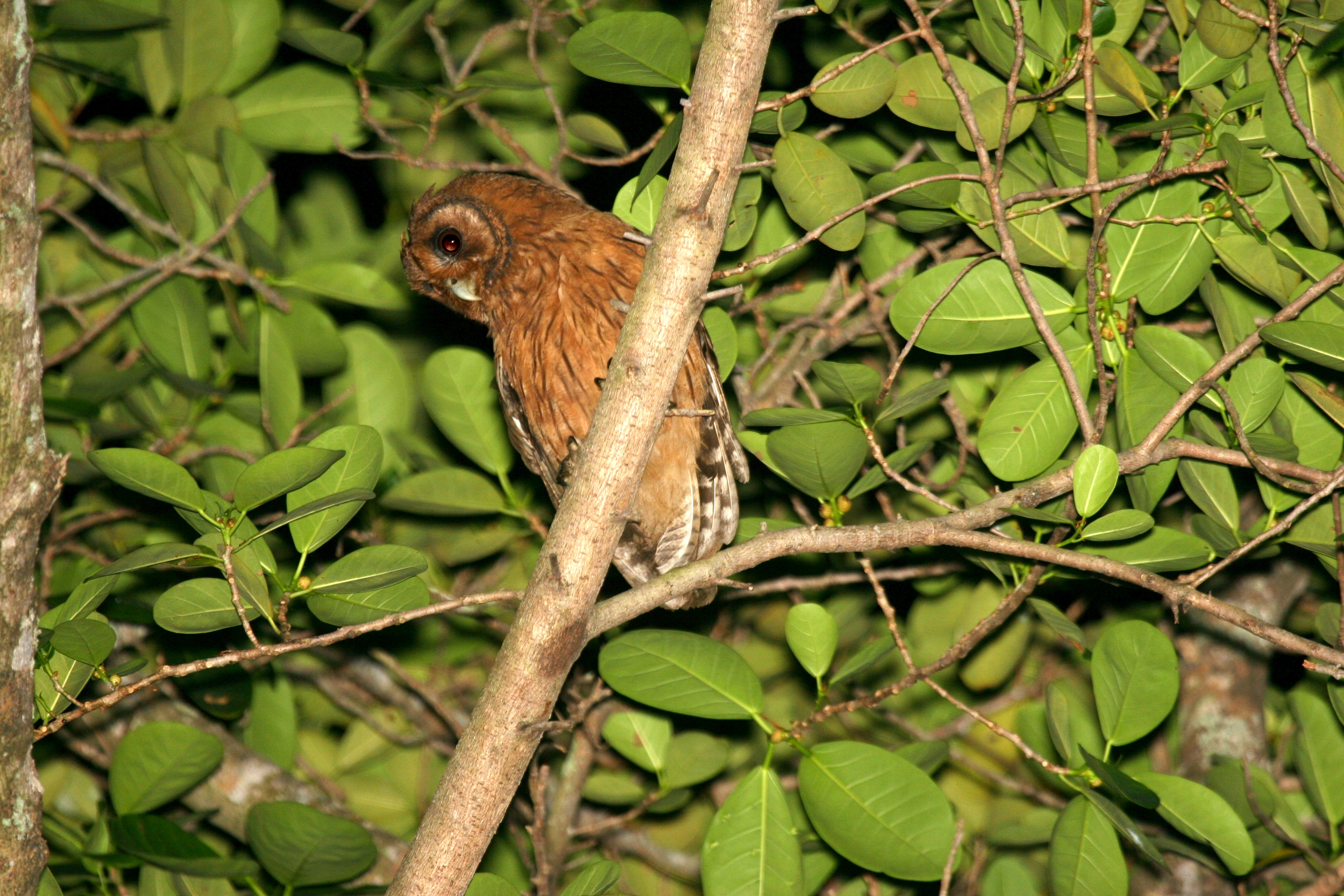
ジャマイカズク
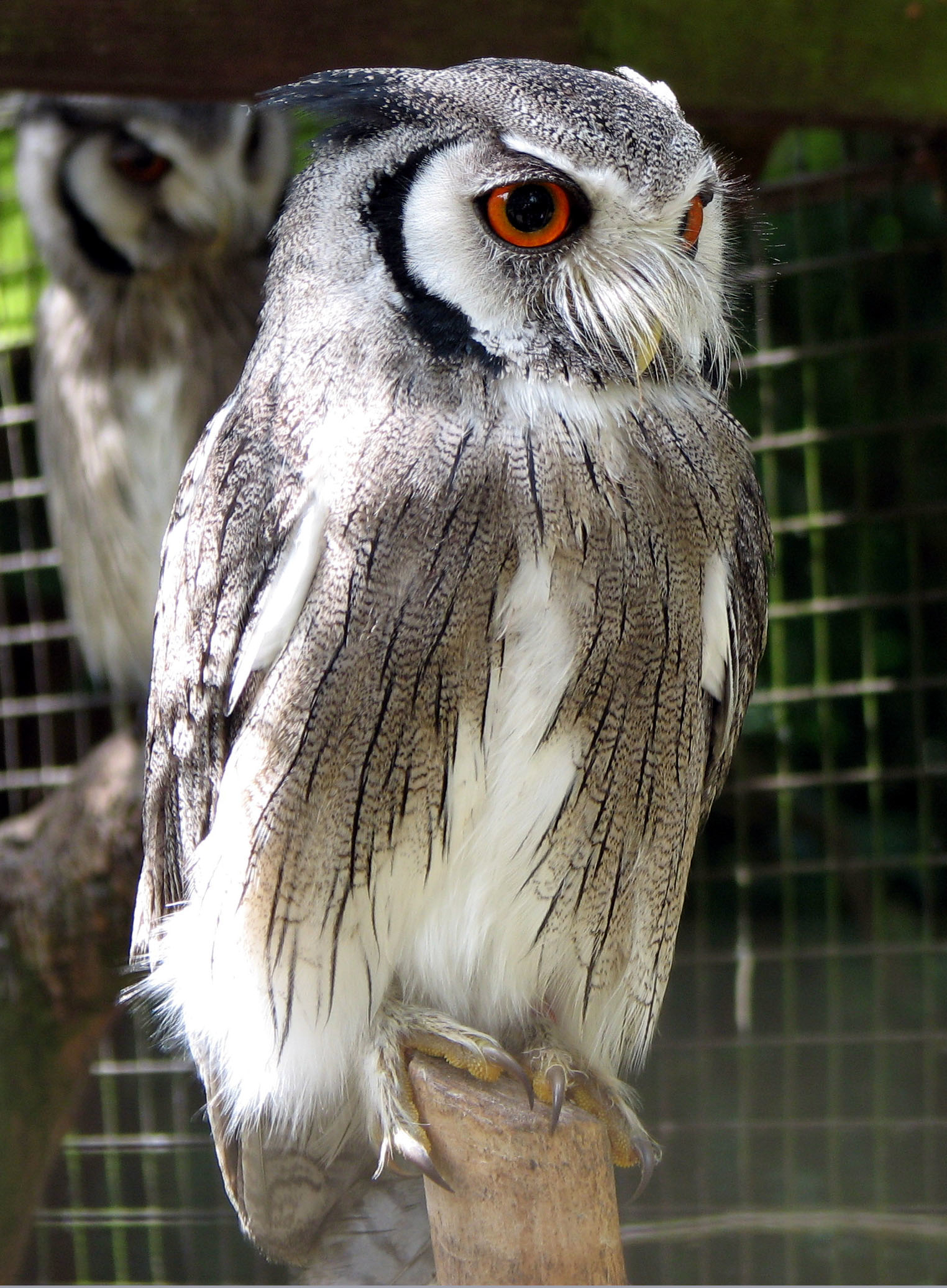
アフリカオオコノハズク

## 文化
- ミミズクは冬の季語。

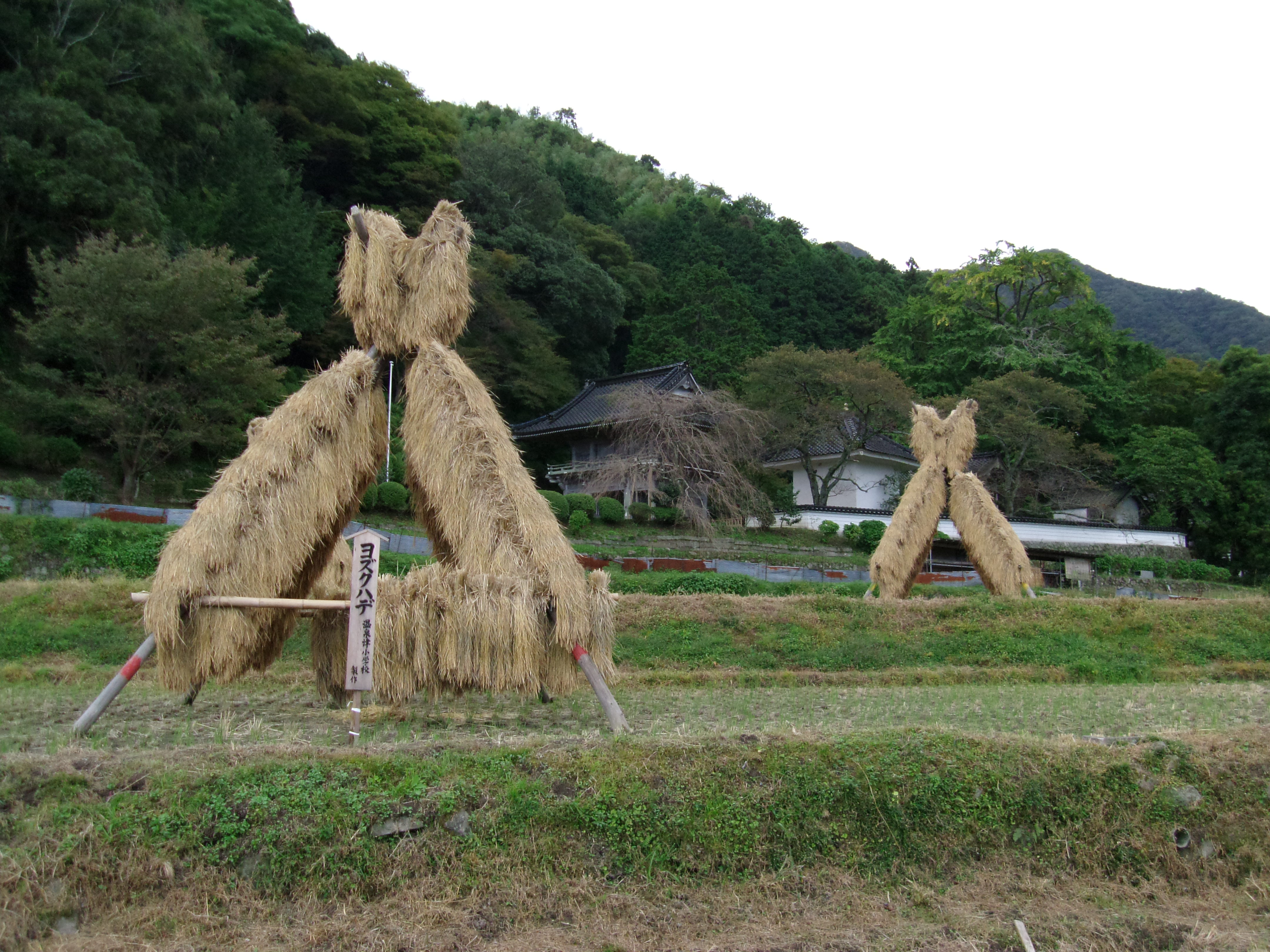
ヨズクハデ

- 日本では古くから知られている鳥で、『日本書紀』の仁徳天皇紀にミソサザイとともに登場する（ミソサザイは天皇、ミミズクは平群木菟の名の由来とされる）。
- 中国ではフクロウ同様、その鳴き声が嫌われ、不吉な鳥とされた。
- すすきみみずく（東京都豊島区の郷土玩具。ススキの穂を束ねて作られている）
- ギリシャ神話ではアスカラポスがミミズクに姿を変えられたとされる。
- ヨズクハデ…島根県石見地方での稲束（ハデ＝稲木）がミミズク（ヨズク）に似ている。
- トトロのモデルとなっている。